# Comuna Crângu, Teleorman
Crângu (în trecut, Ologu) este o comună în județul Teleorman, Muntenia, România, formată din satele Crângu (reședința) și Secara.

## Demografie
Componența etnică a comunei Crângu
     Români (85,72%)
     Alte etnii (14,28%)
Componența confesională a comunei Crângu
     Ortodocși (84,19%)
     Adventiști (1,24%)
     Alte religii (0%)
     Necunoscută (14,57%)
Conform recensământului efectuat în 2021, populația comunei Crângu se ridică la 1.366 de locuitori, în scădere față de recensământul anterior din 2011, când fuseseră înregistrați 1.467 de locuitori. Majoritatea locuitorilor sunt români (85,72%). Din punct de vedere confesional, majoritatea locuitorilor sunt ortodocși (84,19%), cu o minoritate de adventiști (1,24%), iar pentru 14,57% nu se cunoaște apartenența confesională.

## Istorie
La sfârșitul secolului al XIX-lea, comuna purta numele de Ologu, făcea parte din plasa Călmățuiul din județul Teleorman și era alcătuit din satele Ologi și Secara, cu o populație de 1537 de locuitori. În comună exista o școală mixtă cu 22 de elevi și două biserici.
Anuarul Socec din 1925 consemnează comuna în plasa Turnu-Măgurele a aceluiași județ și cu o populație de 2014 de locuitori.
În anul 1950, comuna a trecut în administrația raionului Turnu Măgurele al regiunii Teleorman, raion care, doi ani mai târziu, a fost inclus în regiunea București.
În anul 1964, comuna primește numele actual de Crângu, iar în anul 1968, comuna trece în județul Teleorman, în actuala componență, primind și satele comunei Dracea. Comuna Dracea se separă de comuna Crângu, în anul 2004, reînființându-se, iar de atunci comuna Crângu are actuala structură.

## Politică și administrație
Comuna Crângu este administrată de un primar și un consiliu local compus din 9 consilieri. Primarul, Cristinel-Nicu Dan[*], de la Partidul Social Democrat, este în funcție din octombrie 2020. Începând cu alegerile locale din 2024, consiliul local are următoarea componență pe partide politice:
|  | Partid                    | Consilieri | Componența Consiliului | Componența Consiliului | Componența Consiliului | Componența Consiliului | Componența Consiliului | Componența Consiliului | Componența Consiliului |
|  | ------------------------- | ---------- | ---------------------- | ---------------------- | ---------------------- | ---------------------- | ---------------------- | ---------------------- | ---------------------- |
|  | Partidul Social Democrat  | 7          |                        |                        |                        |                        |                        |                        |                        |
|  | Partidul Național Liberal | 2          |                        |                        |                        |                        |                        |                        |                        |

## Monumente istorice
- Prăvălia Petre Ciobanu, sat Crângu. Localizare: Str. Principală. Datare: 1900
- Casa Maria S. Burtan, sat Crângu. Localizare: Str. Principală. Datare: 1900